# Hebardiella karnyi
Hebardiella karnyi es una especie de mantis de la familia Tarachodidae.

## Distribución geográfica
Se encuentra en Sumatra (Indonesia).